# 最低生活保障權

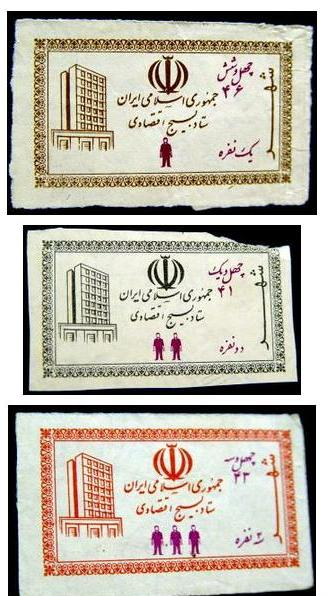
伊朗食物券

最低生活保障權（right to an adequate standard of living）是基本人權之一，為確立一項勉强维持生活標準下吃食、穿衣與居住的最低保障權利。 
國際人權文書更深層次定義了食物权與居住權。滿足最低生活保障權取決於一定數量的其他经济、社会及文化权利，包括財產權、工作權、受教育权和社会保障權，保護這些基本的生活不被剝奪。
《世界人权宣言》第25條和《经济、社会及文化权利国际公约》第11條莊嚴宣告了最低生活保障權。在《世界人权宣言》中包括最低生活保障權的最明顯啟發是美國總統富兰克林·德拉诺·罗斯福的四大自由演說中宣言的「免于匮乏的自由」。